# Sandman: Teatro do Mistério
Sandman: Teatro do Mistério (no original em inglês, Sandman Mistery Theatre) é uma série de revistas em quadrinhos publicada durante a década de 1990 pela Vertigo, uma subsidiária da DC Comics. Ilustrada por Guy Davis e escrita por Matt Wagner, a série apresentada Wesley Dodds, o "Sandman" durante suas aventuras nas décadas de 1930 e 1940. Steven Seagle veio a colaborar com Wagner nos roteiros a partir da 13ª edição. 70 edições regulares e um Sandman Mistery Theatre Annual foram publicados entre 1993 e 1999 - ano em que seria indicada ao Eisner de "Melhor Série".
Em 2007, John Ney Rieber e Eric Nguyen produziriam Sandman Mistery Theatre: Sleep of Reason, uma minissérie retomando a história de Dodds cerca de 60 anos após a série original.